# 派珀航空
派珀航空（Piper Aircraft, Inc.）是一家通用航空航空器制造商，總部位于美国佛羅里達州维罗海滩的维罗海滩地区机场，該公司自2009年起由文莱政府拥有。20世纪中后期，它与比奇飛機公司和賽斯納一道被人稱為通用航空制造领域“三巨头”。 
从1927年成立到2009年底，该公司生产了144,000架飞机，共有160种认证型号，其中的90,000架仍在飞行中。

## 產品
- 派珀J-2（英语：Piper J-2）
- 派珀J-3
- 派珀J-4（英语：Piper J-4）
- 派珀J-5
- 派珀PT-1（英语：Piper PT-1）
- 派珀LBP（英语：Piper LBP）
- 派珀PA-6（英语：Piper PA-6）
- 派珀PA-7（英语：Piper PA-7）
- 派珀PA-8（英语：Piper PA-8）
- 派珀PA-11（英语：Piper PA-11）
- 派珀PA-12（英语：Piper PA-12）
- 派珀PA-14（英语：Piper PA-14）
- 派珀PA-15（英语：Piper PA-15）
- 派珀PA-16（英语：Piper PA-16）
- 派珀PA-17（英语：Piper PA-17）
- 派珀PA-18（英语：Piper PA-18）
- 派珀PA-19（英语：Piper PA-19）
- 派珀PA-20（英语：Piper PA-20）
- 派珀PA-22（英语：Piper PA-22）
- 派珀PA-23（英语：Piper PA-23）
- 派珀PA-24（英语：Piper PA-24）
- 派珀PA-25（英语：Piper PA-25）
- 派珀PA-28切諾基
- 派珀PA-29（英语：Piper PA-29 Papoose）
- 派珀PA-30（英语：Piper PA-30）
- 派珀PA-31
- 派珀PA-32（英语：Piper PA-32）
- 派珀PA-34（英语：Piper PA-34）
- 派珀PA-35（英语：Piper PA-35 Pocono）
- 派珀PA-36（英语：Piper PA-36 Pawnee Brave）
- 派珀PA-38（英语：Piper PA-38）
- 派珀PA-40（英语：Piper PA-40 Arapaho）
- 派珀PA-42
- 派珀PA-44
- 派珀PA-46（英语：Piper PA-46）
- 派珀PA-47（英语：Piper PA-47 PiperJet）
- 派珀PA-48（英语：Piper PA-48）
- 派珀PA-60（英语：Piper PA-60 Aerostar）
- 派珀Sport（英语：PiperSport）